# Katechetisches Amt
Das Katechetische Amt ist als kirchliche Einrichtung der römisch-katholischen Konfession zuständig für Fragen des Religionsunterrichts, der kirchlichen Kindergärten und der katholischen Privatschulen.

## Aufgaben
Schwerpunkte der Arbeit sind Religionspädagogik, Konfirmandenarbeit, Mediendidaktik, Gemeindepädagogik und Vikarsausbildung.  Zu den Aufgaben des Amtes gehören weiterhin die Qualitätssicherung des Religionsunterrichtes sowie die Schaffung guter Rahmenbedingungen, das Verfassen von Inspektionsberichten, die Mithilfe bei Konfliktlösungen und die rechtliche und organisatorische Beratung von Direktoren, Lehrern und Eltern. Daneben arbeitet das Amt bei der Planung des Personals mit und erhebt Statistiken (beispielsweise die Entwicklung der Schülerzahlen im Religionsunterricht). In Weiterbildungs- und Vokationskursen erwerben Religionslehrer die Lehrbefähigung und kirchliche Bevollmächtigung für die Erteilung des Religionsunterrichts.